# Saint-Georges-d'Orques
Saint-Georges-d'Orques é uma comuna francesa na região administrativa de Occitânia, no departamento de Hérault. Estende-se por uma área de 9,31 km². Em 2010 a comuna tinha 5 542 habitantes (densidade: 595,3 hab./km²).